# Ревизор (часопис)
Ревизор (енгл. Journal for theory and practice) је часопис за публиковање научних радова аутора који се баве теоријом и праксом у области економије и организационих наука.

## О часопису
Институт за економику и финансије је 1997. године донео одлуку о публиковању часописа под називом Ревизор. У ситуацији када је било све у расулу у Србији и када су дотадашњи часописи сличне оријентације почели редом да нестају, група ентузијаста окупљених око професора Станоја Вукића одлучила је да формира часопис у коме би се публиковали радови који шире простор сазнања и анализира праксу.

## Област коју покрива
Ревизор публикује прилоге у научној области економије и организационих наука. У оквиру тога ближа оријентација су пословне финансије, финансије у ширем смислу, рачуноводство, пословно право и томе блиске теме. 

## Периодичност излажења
Од свог оснивања 1998. године, до данас, часопис се публикује четири пута годишње, односно квартално. 

## Уредништво часописа
Први уредник часописа био је проф. др Станоје Вукић у периоду 1998.-2005. Након њега, уредник часописа је проф. др Мирослав М. Милојевић. Уређивачки одбор часописа чине еминентни експерти из различитих области за коју се часопис определио да покрива прилозима. Уређивачки одбор чине српски, регионални и интернационални чланови. 
Часопис има Издавачки савет, коме је председник проф. др Павле Богетић, истакнута личност из јавног живота и еминентни писац на теме из социјалног и економског живота. Функција Савета је вођење политике часописа Ревизор.

### Теме
Часопис покрива тематску област економије и организационих наука. Његово тежиште, судећи по данас објављених прилозима су теме из области финансијског извештавања и комплекса финансијских и рачуноводствених тема.

### Типови радова
Типови радова који се публикују у часопису су у категорији: 
- Оригинални истраживачки радови који нису претходно публиковани;
- Прегледни радови;
- Стручни радови
- Рецензије књига и монографских издања и осврти на значајне појаве у области

### Аутори прилога
За часопис пишу еминетни стручњаци из области економије и организационих наука, из земље, региона и ширег окружења. 

## Електронски и штампани облик часописа
Часопис се публикује у штампаном и електронском облику. Електронски облик свих свезака часописа је у отвореном приступу.